# André Blondel de Rocquencourt
Pour les articles homonymes, voir Rocquencourt.
André Blondel de Rocquencourt est un administrateur français, mort à Paris en 1558.

## Carrière
Pourvu le 25 octobre 1554 d’une charge de trésorier de l’épargne, il est nommé contrôleur général des finances le 31 octobre 1554. 
Il donne par son testament de 1558, à l’Hôpital de Lyon une maison toute neuve qu’il avait fait bâtir dans la rue Saint Jean, et à la duchesse de Valentinois, Diane de Poitiers, l’hôtel qui lui appartenait dans la rue d’Orléans, quartier de Saint Honoré, à Paris,.  
Il épouse Anne de la Rue.